# Костин, Александр Владимирович
Александр Владимирович Костин (род. 26 апреля 1955, Сталино) — российский скульптор, график и живописец.

## Биография
Родился 26 апреля 1955 года в Донецке, в семье известных советских скульпторов Владимира Макаровича Костина и Клавдии Пантелеймоновны Волопьяновой. В 1980 году окончил отделение скульптуры Национальной Академии Изобразительного Искусства и Архитектуры (НАОМА) в Киеве, в 1986 году окончил аспирантуру Академии Художеств, с 1985 года — член Союза Художников СССР и Московского Союза Художников.
Александр Костин работает в сфере монументальной и станковой скульптуры, а также в станковой и книжной графике. Выставочную деятельность ведет с 1980 года. Работы Александра Костина хранятся в собраниях Государственной Третьяковской Галереи, в Национального Художественного Музея Украины, Художественной галереи Онтарио (г. Торонто, Канада), в собрании галереи объединения « Кросна», а также частных собраниях Бельгии, Франции, Великобритании, США, Японии, Канады, Германии, Швейцарии.

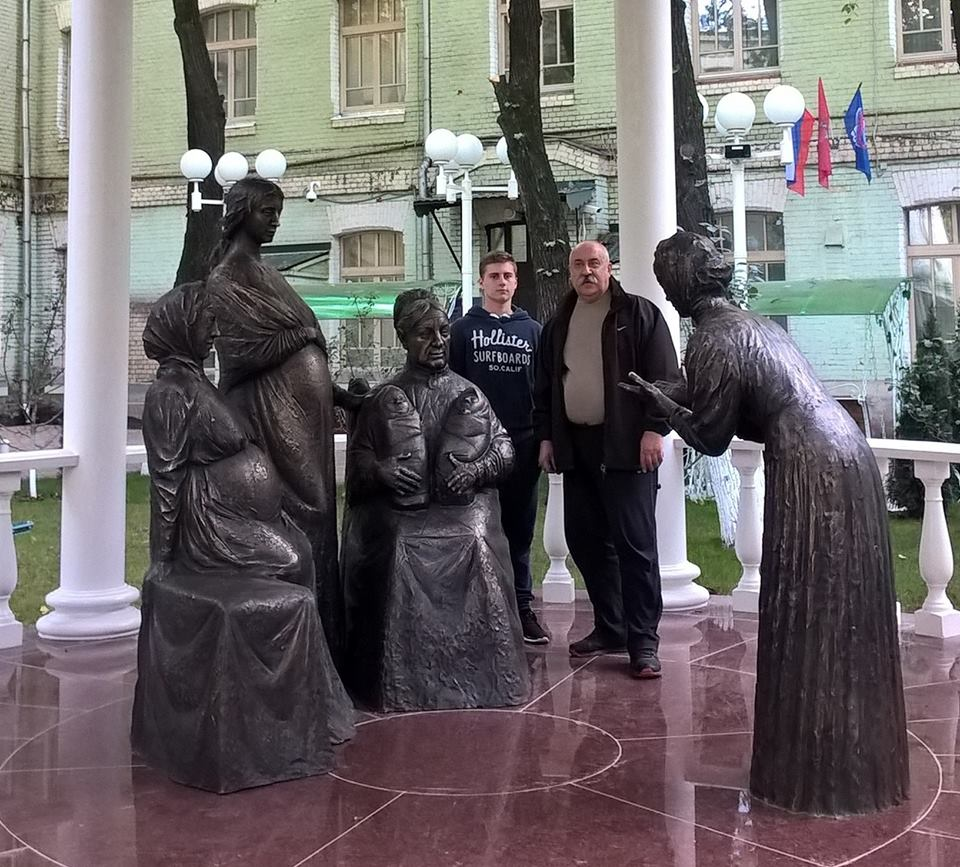
памятник А.Абрикосовой в Москве. Бронза.ул.2-я Миусская 1/10

Скульптор живет и работает в Москве.

## Творчество
В основе творчества Александра Костина лежит концепция времени, его ощущения, связи древнего и настоящего, мистики и реальности. Приобщение к традициям античного искусства, постижение его законов и следование его эстетике. Такая задача основывается на мысли о том, что греческая античность как культурная память, открыла в природе, мире и человеке гармонию, истину и красоту. Родившись в южной Украине, художник с детства сталкивался с археологическими и культурными памятниками греков, издревле населявших эти территории. В останках греческих городов-полисов, таких как Ольвия, Херсонес, до сих пор ощущается жизнь прошлых поколений. Возможно, поэтому связь с античным прошлым оживает в его графике, живописи и скульптуре непроизвольно и естественно, как стихия чувств, как след его собственной судьбы.

## Общественная деятельность

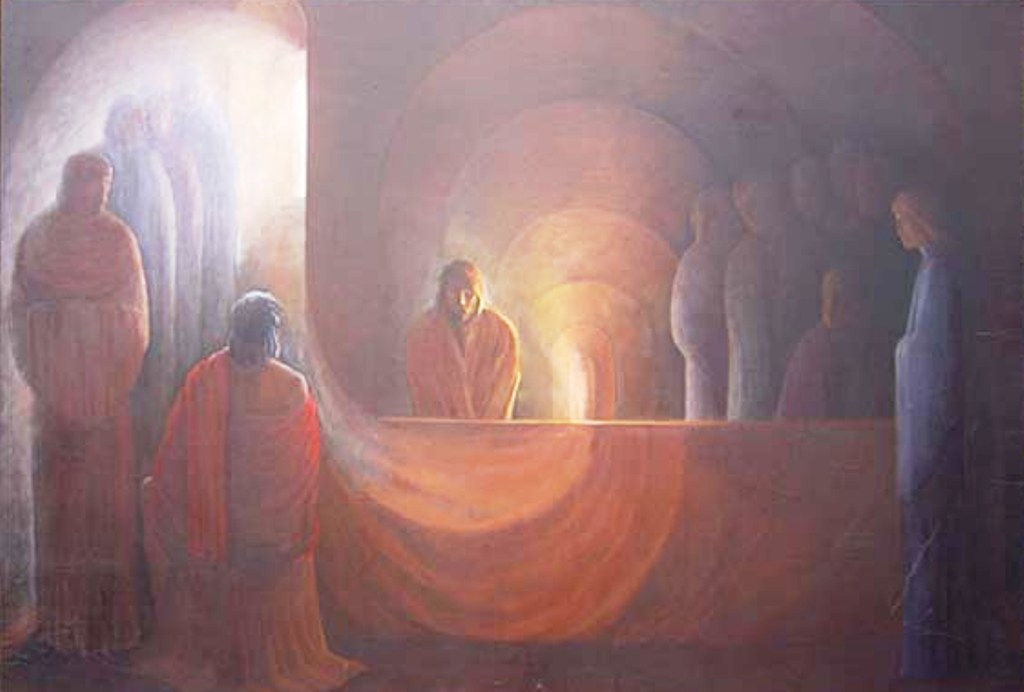
Тайная Вечеря. Холст. Масло.1997 г.

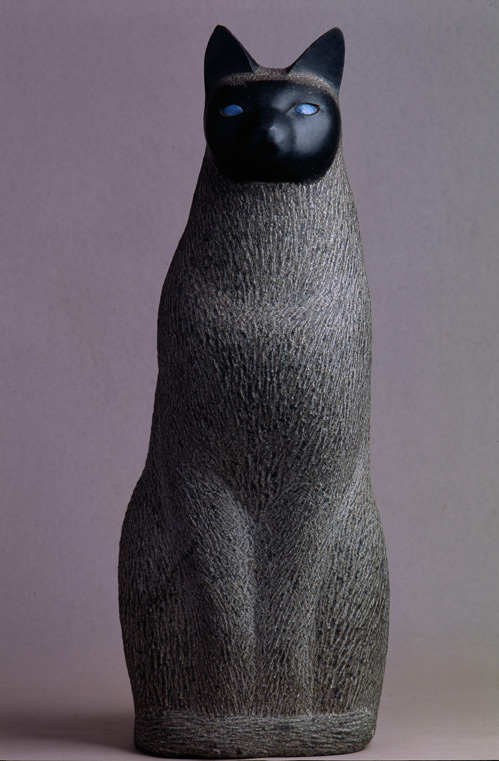
Скульптура Большая Сиамская кошка. Гранит.1995

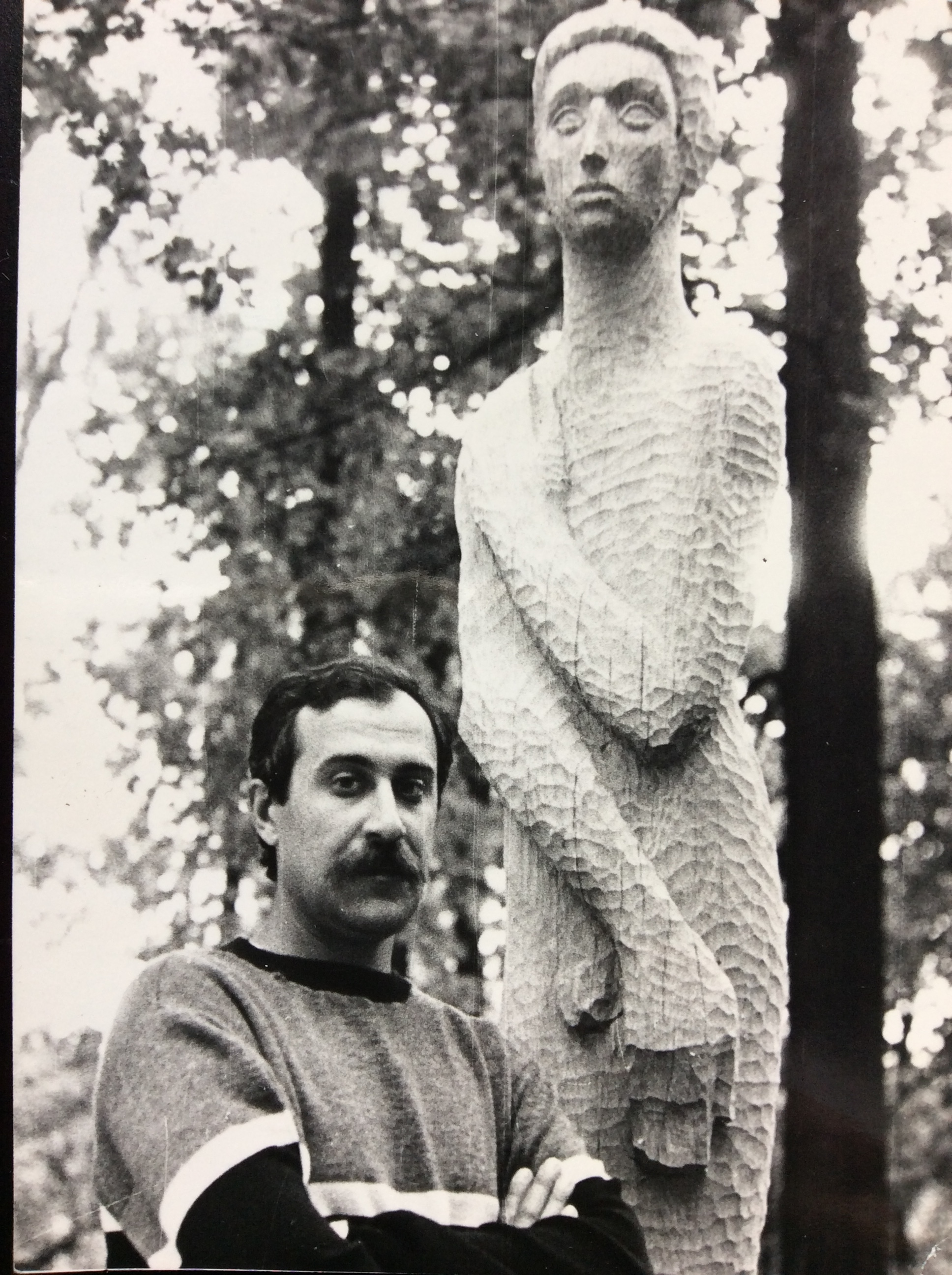
Александр Костин скульптор

Александр Владимирович ведет активную общественную жизнь, в частности, является почетным сопредседателем жюри Московского Международного Форума «Одаренные дети».

## Основные выставки
- 1989 — персональная выставка в Музее истории Киева (Киев)
- 1993 — серия выставок в городах Франции (Пикардия) в рамках фестиваля российской культуры
- 1994 — персональная выставка в галерее «Кросна»(Москва)
- 1994 — групповая выставка «Жизнь, любовь, смерть» в г.Бордигера (Италия)
- 1994 — выставка-аукцион графики в г. Хьюстоне (США)
- 1995 — персональная выставка в Центральном доме художника в Москве.
- 1995 — выставка «Новые меценаты России» в ГМИИ им. Пушкина в Москве
- 1995 — бьеннале графики «Свет» во Франции
- 1996 — персональная экспозиция на Международном художественном фестивале «Украинский классический авангард и современное искусство»(Киев)
- 1997- выставка «Меценаты России и Голландии» в ГМИИ им.Пушкина
- в Москве
- 1997 — персональная выставка в Государственном институте искусствознания в Москве, работа над проектом памятника И. С. Тургеневу в Москве.
- 1997- персональная выставка в Центральном доме художника в Москве.
- 1999- персональная выставка в Центральном доме художника в Москве.
- 2000 -выставка «Новая реальность» Москва- Нефтеюганск.
- 2001 -персональная выставка «Живопись и графика А.Костина» в Центральном доме художника в Москве.
- 2002- персональная выставка «Скульптура А.Костина» в Центральном доме художника в Москве
- 2003- Выставка «Графика А.Костина» — Университет, Камлупс ,Канада
- 2003 — Выставка «Международная скульптура», Морж, Швейцария
- 2004 — персональная выставка «Графика и скульптура А.Костина» Всемирный банк, представительство в России , Москва.
- 2004—2005 — создание монументальной композиции «Музы» для фасада Дворца молодежи г. Краснознаменск.
- 2007 — Выставка Международная скульптура «Морж-2007», Морж, Швейцария
- 2008- Выставка «Фантазии на тему Тургенева»,Государственная Третьяковская Галерея (недоступная ссылка),Москва.
- 2011- международная выставка скульптуры в г. Морж, Швейцария.
- 2012- выставка графики в литературном музее им Брюсова ,Москва.
- 2014- выставка графики «Метаморфозы», салон-музей г. Заречный.
- 2015- выставка графики в дворце Ca’Zanardi, Венеция.
- 2018 — персональная выставка «Метафизика образов» в доме И. С. Остроухова, Москва (И. Тургенев «Стихотворения в прозе», М. Булгаков «Мастер и Маргарита»).

## Публикации
- Каталог «Жизнь,Смерть. Любовь». Италия, Бордигера 16 Апрель-Май 31, 1994
- Новые Меценаты России. Каталог. Москва, 1995
- Новые меценаты искусств. Встреча и Диалоги. Каталог. Амстердам, 1996
- Международный Художественный Фестиваль «Украинский авангард». Современное Искусство. Одесса 1996
- В. Лебедева. В пути к тайнам лабиринта./Журнала " Modus ", вып. 37, №.2, 1997,с.25
- А.Шатских, М.Чегодаева. Жизнь как вечность./Журнал " Modus "вып. 52,№.17, 1997, с.24
- "Новая Россия ". Каталог. Москва, 1997
- Александр Костин[1]. «Кросна» Галерея / Журнал "Художественный Магазин ", издание 3, 1997
- М. Князева. «Мистерия Камня». Сборник стихов. Иллюстрации A. Костина. Москва, 1998
- Александр Костин. Скульптура 2-й половины XX столетия. Государственная Третьяковская Галерея. Каталог собрания. Издание 3 Москва, 1995.p. 195
- Г.Поспелов, М.Чегодаева, В.Лебедева. «Тайная вечеря Александра Костина» / Российская Галерея. Журнал. Издание 1, 1998, P.78-79
- О.Иванов. Нубийская кошка на Крымском валу./ ж. Человек и карьера.вып.91-92б № 10-11б 1999, с.15
- А.Костин. Новая реальность. Каталог выставки. Москва-Нефтеюганск, 2000
- М.Чегодаева. Кровь изливаемая за многих. /ж. Культура и жизнь№ 1, М., 2002
- A.Wishart. Looking for the marble spirit./ Kamloops This Week. Entertainment. August 7, 2002 (недоступная ссылка)
- Patrick Blennerhassett. Kostin caught on history./ The Daily News Kamloops. August 15, 2002
- Н.Домбковский. Муму с Тургеневым вернутся на Остоженку. /Парламентская газета № 167,09 сентября 2004 г.
- Д.Данилова. Первые награды нашли героев./ Парламентская газета № 206,03 ноября 2004 г.